# Ucklum
Ucklum – miejscowość (tätort) w Szwecji, w regionie administracyjnym (län) Västra Götaland, w gminie Stenungsund.
Według danych Szwedzkiego Urzędu Statystycznego liczba ludności wyniosła: 531 (31 grudnia 2015), 602 (31 grudnia 2018) i 619 (31 grudnia 2019).